# Mariusz Lewandowski
Mariusz Lewandowski (pronunciació polonesa: [ˈmarjuʂ lɛvanˈdɔfski]; nascut el 18 de maig de 1979) és un exfutbolista i posteriorment entrenador de futbol polonès. Actualment dirigeix el Radomiak Radom de l'Ekstraklasa polonesa.
Va ser principalment defensa central i també podia jugar com a migcampista defensiu. Va passar la major part de la seva carrera al club amb el Shakhtar Donetsk, amb el qual va guanyar la Copa de la UEFA, cinc títols de la Premier League d'Ucraïna i 3 copes d'Ucraïna. El 2009, va ser nomenat Futbolista polonès de l'any.

## Carrera de club
Nascut a Legnica, Lewandowski va començar la seva carrera amb el club polonès Zagłębie Lubin el 1996.
Després d'un curt temps al Dyskobolia Grodzisk, va ser comprat pel club de la Premier League ucraïnesa Shakhtar Donetsk el 2001. Durant nou temporades, Lewandowski va ser part integral de l'equip, que va guanyar 5 campionats d'Ucraïna i 3 copes d'Ucraïna durant la seva estada a Donetsk. El 20 de maig de 2009, va jugar la final de la Copa de la UEFA contra el Werder Bremen, que el Shakhtar va guanyar.
El juliol de 2010, va signar amb el PFC Sebastopol de la Premier League ucraïnesa. El 27 de novembre de 2013, va deixar el club de Crimea.
El 24 de setembre de 2014, després de romandre com a agent lliure durant 10 mesos, va anunciar la seva jubilació.

## Carrera internacional
Va ser nomenat a la selecció de 23 jugadors de Polònia per a la Copa del Món de 2006 celebrada a Alemanya. També va ser membre de la selecció de Polònia a l'Eurocopa 2008.
Després que Franciszek Smuda es fes càrrec de la selecció nacional el 2009, va deixar de jugar per Polònia.
No obstant això, va ser convocat per Waldemar Fornalik l'octubre de 2013 per als partits contra Ucraïna i Anglaterra en la campanya de classificació per a la Copa del Món.

## Estadístiques de la carrera

### Club
| Club           | Temporada      | Lliga | Lliga | Copa | Copa | Europa | Europa | Super Cup | Super Cup | Total | Total |
| Club           | Temporada      | Apps  | Gols  | Apps | Gols | Apps   | Gols   | Apps      | Gols      | Apps  | Gols  |
| -------------- | -------------- | ----- | ----- | ---- | ---- | ------ | ------ | --------- | --------- | ----- | ----- |
| Zagłębie       | 1996–97        | 2     | 0     | -    | -    | -      | -      | -         | -         | 2     | 0     |
| Zagłębie       | 1997–98        | 11    | 0     | -    | -    | -      | -      | -         | -         | 11    | 0     |
| Zagłębie       | 1998–99        | 21    | 0     | 1    | 0    | -      | -      | -         | -         | 22    | 0     |
| Zagłębie       | 1999–00        | 3     | 0     | 1    | 0    | -      | -      | -         | -         | 4     | 0     |
| Zagłębie       | Total          | 37    | 0     | 2    | 0    | -      | -      | -         | -         | 39    | 0     |
| Dyskobolia     | 1999-00        | 14    | 0     | -    | -    | -      | -      | -         | -         | 14    | 0     |
| Dyskobolia     | 2000–01        | 26    | 2     | 2    | 0    | -      | -      | -         | -         | 28    | 2     |
| Dyskobolia     | 2001–02        | -     | -     | -    | -    | 2      | 0      | -         | -         | 2     | 0     |
| Dyskobolia     | Total          | 40    | 2     | 2    | 0    | 2      | 0      | -         | -         | 44    | 2     |
| Shakhtar       | 2001–02        | 11    | 1     | 5    | 1    | 2      | 0      | -         | -         | 18    | 2     |
| Shakhtar       | 2002–03        | 24    | 4     | 6    | 1    | 4      | 1      | -         | -         | 34    | 6     |
| Shakhtar       | 2003–04        | 27    | 5     | 6    | 1    | 6      | 1      | -         | -         | 39    | 7     |
| Shakhtar       | 2004–05        | 25    | 2     | 8    | 2    | 12     | 0      | -         | -         | 45    | 4     |
| Shakhtar       | 2005–06        | 21    | 1     | 2    | 0    | 8      | 0      | 1         | 0         | 32    | 1     |
| Shakhtar       | 2006–07        | 18    | 4     | 4    | 0    | 7      | 0      | -         | -         | 29    | 4     |
| Shakhtar       | 2007–08        | 18    | 1     | 2    | 1    | 9      | 0      | -         | -         | 29    | 2     |
| Shakhtar       | 2008–09        | 16    | 1     | 4    | 1    | 10     | 0      | -         | -         | 30    | 2     |
| Shakhtar       | 2009–10        | 14    | 2     | 1    | 0    | 4      | 0      | -         | -         | 19    | 2     |
| Shakhtar       | Total          | 174   | 21    | 38   | 7    | 62     | 2      | 1         | 0         | 275   | 30    |
| Sevastopol     | 2010–11        | 25    | 6     | -    | -    | -      | -      | -         | -         | 25    | 6     |
| Sevastopol     | 2011–12        | 7     | 2     | -    | -    | -      | -      | -         | -         | 7     | 2     |
| Sevastopol     | 2012–13        | 28    | 4     | 5    | 0    | -      | -      | -         | -         | 33    | 4     |
| Sevastopol     | 2013–14        | 16    | 2     | 0    | 0    | -      | -      | -         | -         | 16    | 2     |
| Sevastopol     | Total          | 76    | 14    | 5    | 0    | -      | -      | -         | -         | 81    | 14    |
| Total carreras | Total carreras | 327   | 37    | 47   | 7    | 64     | 2      | 1         | 0         | 439   | 46    |

## Palmarès

### Club
Xakhtar Donetsk
- Copa de la UEFA: 2008–09
- Primera Lliga d'Ucraïna: 2001–02, 2004–05, 2005–06, 2007–08, 2009–10
- Copa d'Ucraïna: 2001–02, 2003–04, 2007–08
- Supercopa d'Ucraïna: 2005, 2008, 2010

### Individual
- XI de tots els temps del Shakhtar Donetsk
- Jugador polonès de l'any: 2009[9]